# Habillement japonais

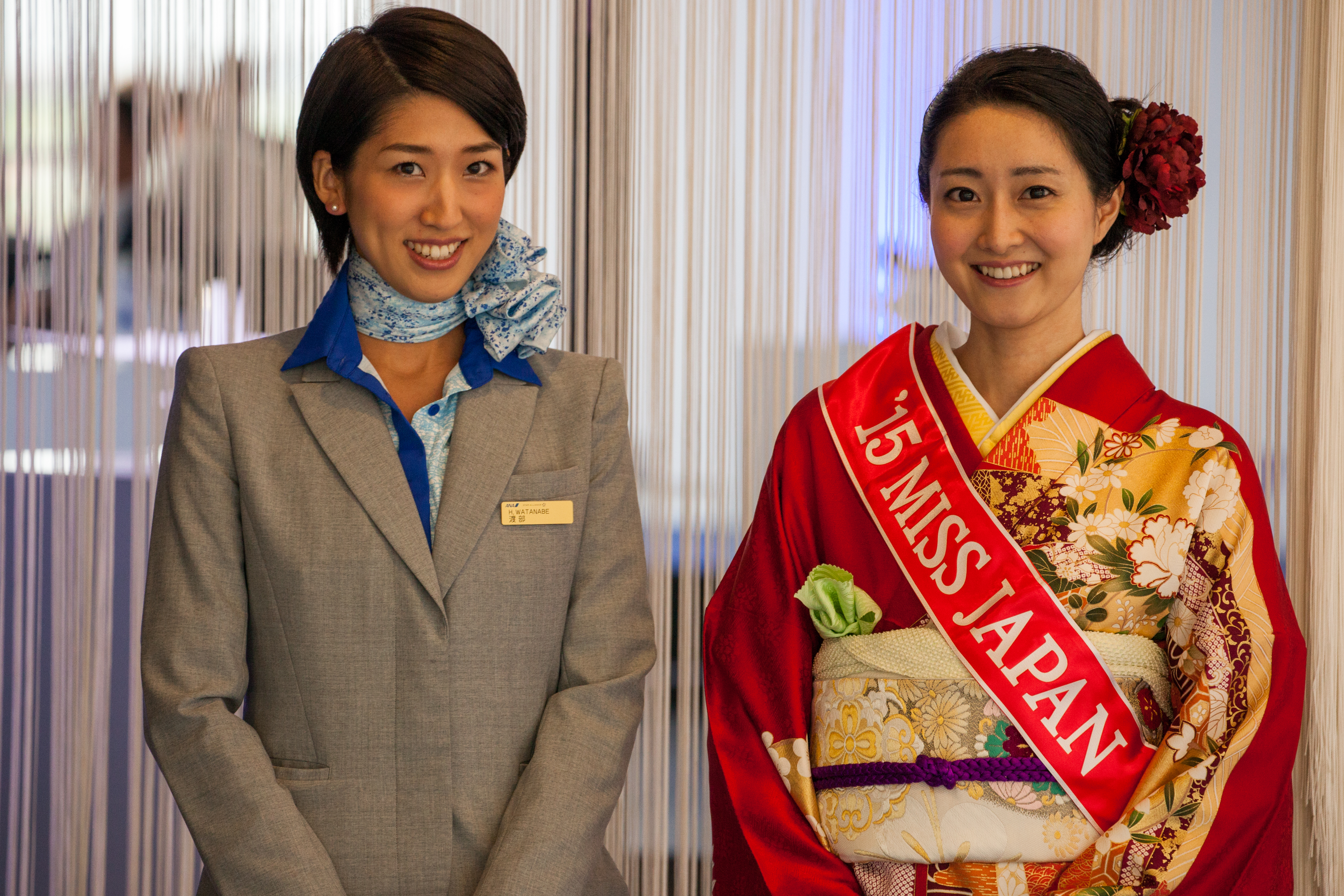
Exemples de vêtements féminins japonais modernes et traditionnels.

De façon générale, il existe deux styles de vêtements que les Japonais portent : le style japonais (和服, wafuku), tel que le kimono, et le style occidental (洋服, yōfuku). La culture japonaise a été profondément influencée par le reste du monde à travers l'histoire et l'un des changements les plus notables est précisément dans le domaine des vêtements.
Bien que l'habillement japonais traditionnel soit encore d'actualité, il est principalement porté lors des cérémonies et des événements spéciaux, des funérailles, des cérémonies de la majorité (seijin shiki) et des festivals. Ces dernières années, les vêtements modernes de style occidental sont à présent portés dans toutes les occasions de la vie quotidienne. Cependant, alors que l'occidentalisation des habitudes se poursuit, le kimono continue d'être porté selon la tradition japonaise.

## Influence de l'Orient et de l'Occident
L'histoire moderne de la mode japonaise peut être représentée comme un processus d'occidentalisation progressive des vêtements japonais. L'industrie de la laine est le résultat du contact entre le Japon et l'Occident dans les années 1850 et 1860. Avant les années 1860, les vêtements japonais sont entièrement composés d'une grande variété de kimonos (« chose que l'on porte sur soi »).
Ils apparaissent pour la première fois durant la période Jōmon (14500 av. J.C à 300 av. J.C), sans distinction entre les hommes et les femmes.
Après que le Japon a été ouvert au commerce avec le monde extérieur, de nouveaux vêtements commencent à y être introduits. Les premiers Japonais à adopter des vêtements occidentaux sont les officiers et les hommes de certaines unités de l'armée et de la marine du shogun.
Dans les années 1850, ces hommes adoptent les uniformes en laine portés par les marins britanniques stationnés à Yokohama. Ces vêtements ne sont cependant pas faciles à produire car le matériel doit alors être importé. L'aspect le plus important de cette première adoption de styles occidentaux est peut-être son origine civile. Pendant longtemps, le secteur public est le principal champion du nouveau style d'habilement.
Le style se développe seulement à partir de cette époque, passant des militaires à d'autres domaines de la vie sociale. Bientôt, les courtisans et les bureaucrates sont invités à adopter des vêtements occidentaux, qui sont pensés pour être plus pratiques.
Le ministère de l’Éducation ordonne que des uniformes des élèves de style occidental soient portés dans les écoles et les universités publiques. Les hommes d'affaires, les enseignants, les médecins, les banquiers et autres dirigeants de la nouvelle société de travail portent des vêtements occidentaux, ce qui devient une marque de grandes fonctions sociales. Cependant, bien que le nouveau style d'habilement soit de plus en plus populaire sur le lieu de travail, dans les écoles et dans les rues, il n'est pas porté par tous.
À partir de la Première Guerre mondiale, les vêtements occidentaux se répandent dans la plupart des secteurs. Ainsi, au début du XXe siècle, les vêtements occidentaux sont un symbole de dignité et de progrès social. Cependant, la grande majorité des Japonais restent fidèles à leurs coutumes, en faveur du kimono, plus confortable. Les vêtements occidentaux sont cependant portés, ce qui est la règle depuis longtemps.
Un exemple de l'influence orientale au Japon qui se propage au reste du monde est, à la fin 1880, celui d'une couverture commune utilisée comme châle pour les femmes, et d'une couverture rouge montrée dans Vogue pour l'hiver.
Jusqu'aux années 1930, la majorité des Japonais portent le kimono, et les vêtements occidentaux restent toujours limités à l'extérieur de la maison pour certaines classes. Les Japonais, cependant, n'absorbent pas passivement la mode occidentale venue des États-Unis et d'Europe, mais la réinterprètent et se l'approprient. Dans l'ensemble, il est clair que tout au long de l'histoire, il y a beaucoup d'influence occidentale sur la culture et l’habillement japonais. Cependant, le kimono traditionnel reste un élément important de la vie quotidienne japonaise et cela pendant longtemps.

## Habillement traditionnel

### Jinbei

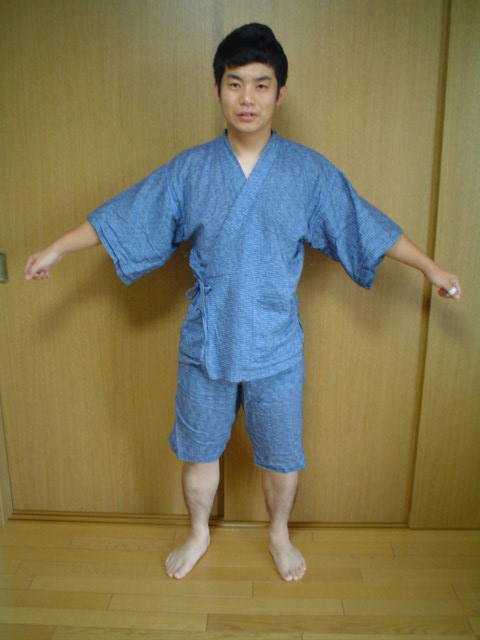
Un Japonais portant un jinbei.

Le Jinbei, ou jinbee, est un vêtement traditionnel japonais porté par les hommes et les garçons en été. Il se compose d'une sorte de veste et d'un pantalon assorti.
Traditionnellement, le jinbei est fait de chanvre (it) ou de coton teint, souvent en bleu ou en vert, bien que le jinbei moderne peut aussi avoir des impressions d'estampes ou de motifs floraux. Le haut ressemble à une veste à manches courtes qui tombent sur les flancs. Il s'attache à la fois à l'intérieur et à l'extérieur. Le jinbei traditionnel est porté en été à la place du yukata, généralement par les hommes et les garçons, mais aussi par les jeunes femmes. Les jinbei féminins ont tendance à être plus colorés et sont souvent décorés d'estampes de l'iconographie populaire japonaise.
De nos jours, le jinbei sert souvent de pyjama. Le jinbei modernes sont fabriqués de divers tissus et comprennent une veste plus courte, avec une ceinture élastique.

### Jūnihitoe

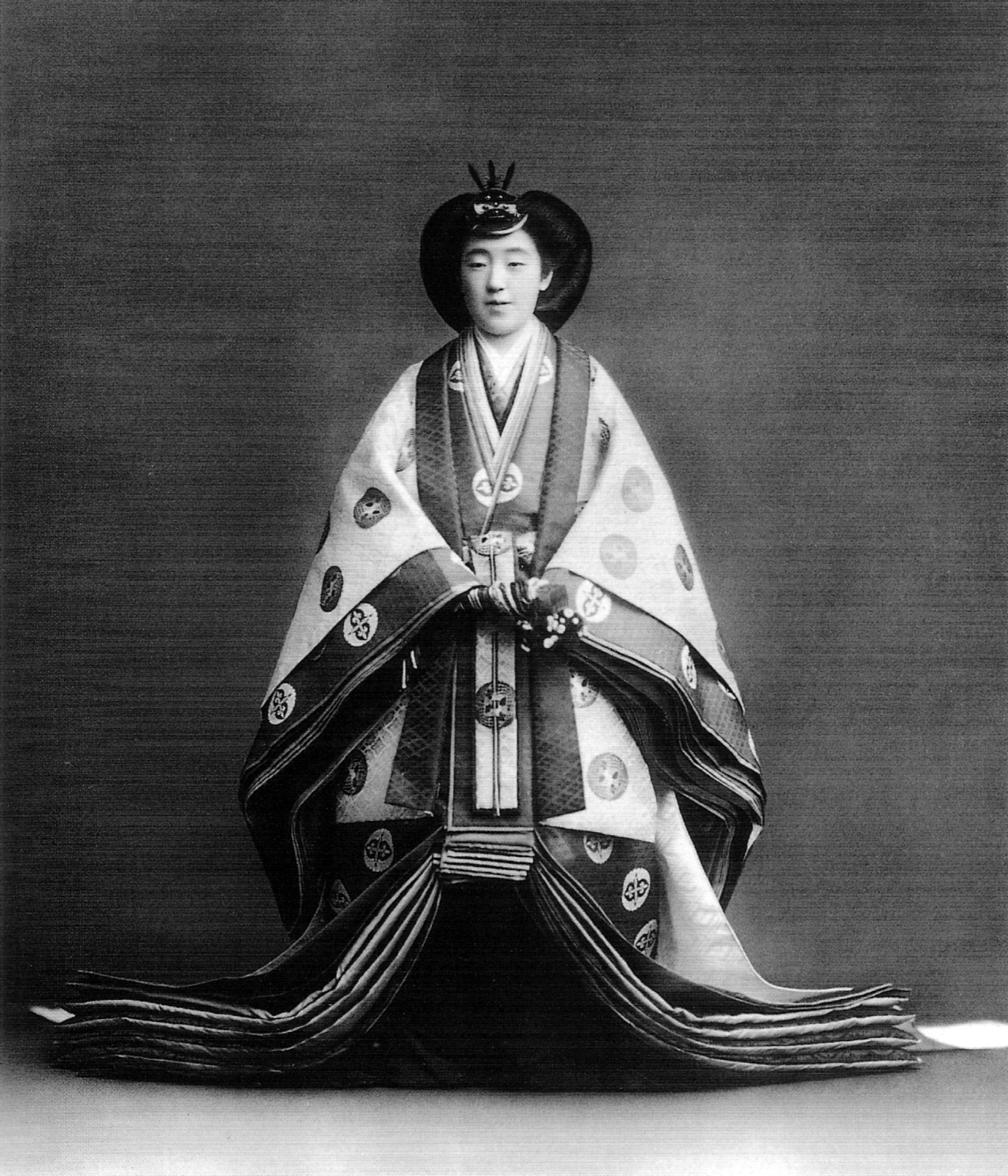
L'impératrice Kōjun portant un jūnihitoe à son couronnement en 1926.

Le jūnihitoe (十二単) est un type de kimono très élégant et complexe porté uniquement par les femmes de la cour au Japon. Il apparaît vers le Xe siècle durant la période Heian. Littéralement le nom du vêtement signifie « douze couches ». Les couches de vêtements de soie sont mises l'une sur l'autre. Le poids total du vêtement peut aller jusqu'à vingt kilos.
La couche la plus proche du corps est faite de soie blanche et est suivie de dix couches de vêtements portant chacune un nom différent qui sont ensuite fermées par une couche finale ou un manteau. Les combinaisons de couleurs et des couches du junihitoe sont très importantes car elles indiquent le goût et le statut de la femme. Certaines couleurs ont des noms poétiques comme « prunier en fleurs de printemps ». Les seuls endroits où l'on peut voir toutes les couches sont aux manches et au cou.
Étant donné le poids du vêtement, il est assez contraignant de bouger avec. En fait, les femmes dormaient souvent avec leur junihitoe, en les utilisant comme une sorte de pyjama. Les différentes couches peuvent être enlevés ou conservés, selon la saison et la température. Au cours de la période Muromachi, cependant, le junihitoe est réduit à cinq couches.
Depuis la fin du XXe siècle, le junihitoe ne peut être vu que dans les musées ou dans les films. La production de ce vêtement a presque cessé. Les vêtements existants ont des valeurs inestimables, étant le plus cher, et de loin, vêtement traditionnel japonais. Seule la famille impériale japonaise les utilise à nouveau lors de cérémonies importantes. Durant le mariage de la princesse Masako, celle-ci porte un junihitoe ; ainsi que l'impératrice Michiko à la cérémonie de l'ascension au trône de l'empereur Akihito en 1990. Même sa dame de compagnie porte un junihitoe, bien que d'une forme modifiée typique de l'époque d'Edo et non de la période Heian.

### Kimono

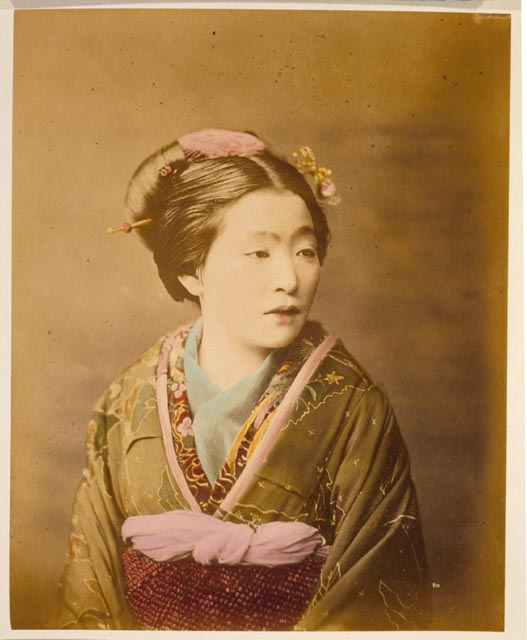
Femme japonaise en kimono vers 1870.

Le kimono (着物, « chose que l'on porte sur soi ») est un vêtement traditionnel japonais et même le vêtement national du pays.
À l'origine, le terme kimono est utilisé pour tous types de vêtements. Plus tard, il est utilisé pour désigner spécifiquement le vêtement porté aujourd'hui par les gens des deux sexes et de tous âges. Le kimono est très proche des vêtements portés pendant la dynastie Tang en Chine. La robe kimono est une forme de T, rectiligne, qui s'arrête au niveau des chevilles, avec un col et des manches longues. Les manches sont généralement très grandes au niveau des poignets, jusqu'à un demi-mètre. Traditionnellement, les femmes non mariées portent le kimono avec des manches extrêmement longues qui atteignent presque le sol, appelé furisode. La robe est enroulée autour du corps, toujours avec le rabat gauche sur la droite (sauf lors des funérailles, où l'inverse se produit) et attachée par une grande ceinture nouée à l'arrière appelée obi.
Le kimono pour les femmes est traditionnellement de taille unique et pour cette raison est inséré et plié pour s'adapter à la taille de chaque personne. De nos jours, cependant, le kimono, autant pour les hommes et les femmes, est disponible dans différentes tailles. Les hommes avec un corps très grand ou très lourd (par exemple les lutteurs sumo) portent des kimonos spécialement sur mesure.
Dans le passé, le kimono n'est pas cousu, de sorte qu'il peut être lavé en morceaux individuels, après quoi ils sont cousus ensemble. Les méthodes de lavage et les tissus modernes ont rendu ce processus largement superflu. Parfois, pour le stocker plus facilement, il est fixé aux points les plus larges. Cela empêche la formation des plis et tient en même temps ensemble les différentes couches du kimono.
Avec le temps apparaissent de nombreuses variations dans les couleurs, les tissus et les styles, et même dans les accessoires tels que l'obi.

### Hakama

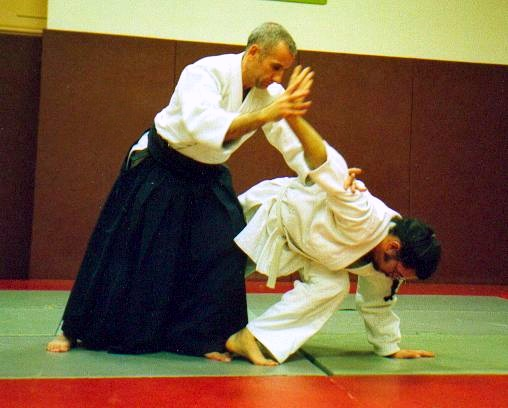
L'aikidōka (à gauche) porte un hakama.

Le hakama (袴) est un vêtement traditionnel japonais qui ressemble à un pantalon large plissé. À l'origine, seuls les hommes portent le hakama, mais de nos jours, il est également porté par les femmes. Il est attaché à la taille et tombe jusqu'à la cheville.
Il acquiert sa forme actuelle au cours de l'époque d'Edo. Il est traditionnellement porté par les nobles pendant la période médiévale, et notamment par les samouraïs. Avant la Seconde Guerre mondiale, il est tout à fait normal de se réunir en public en hakama et en haori. Par la suite, de plus en plus de Japonais choisissent des vêtements occidentaux pour tous les jours.
Il existe deux types de hakama : ceux qui ont des jambes fractionnées, appelés umanori (馬 乗 り), et ceux qui ne se divisent pas, appelés gyōtō hakama (行 灯 袴). L'umanori est divisé comme un pantalon et le gyoto hakama est techniquement une véritable jupe. Le hakama a sept plis, cinq à l'avant et deux à l'arrière, représentant les vertus considérées comme essentielles par les samouraïs. De nombreux artistes martiaux poursuivent cette tradition, mais des significations différentes sont données à ces couches.
De nos jours, le hakama est porté presque exclusivement comme vêtement officiel pour les cérémonies et visites au sanctuaire, dans la danse japonaise par des artistes (la plupart du temps sans division aux jambes), et par tradition dans certains arts martiaux descendants du bujutsu (ensemble de pratiques anciennes samouraïs) tels que l'iaidō, le kenjutsu, le kendō, le kyūdō, le daitōryū aikijūjutsu, l'aïkido, l'aïkibudo et certaines écoles de ju-jitsu.

### Yukata

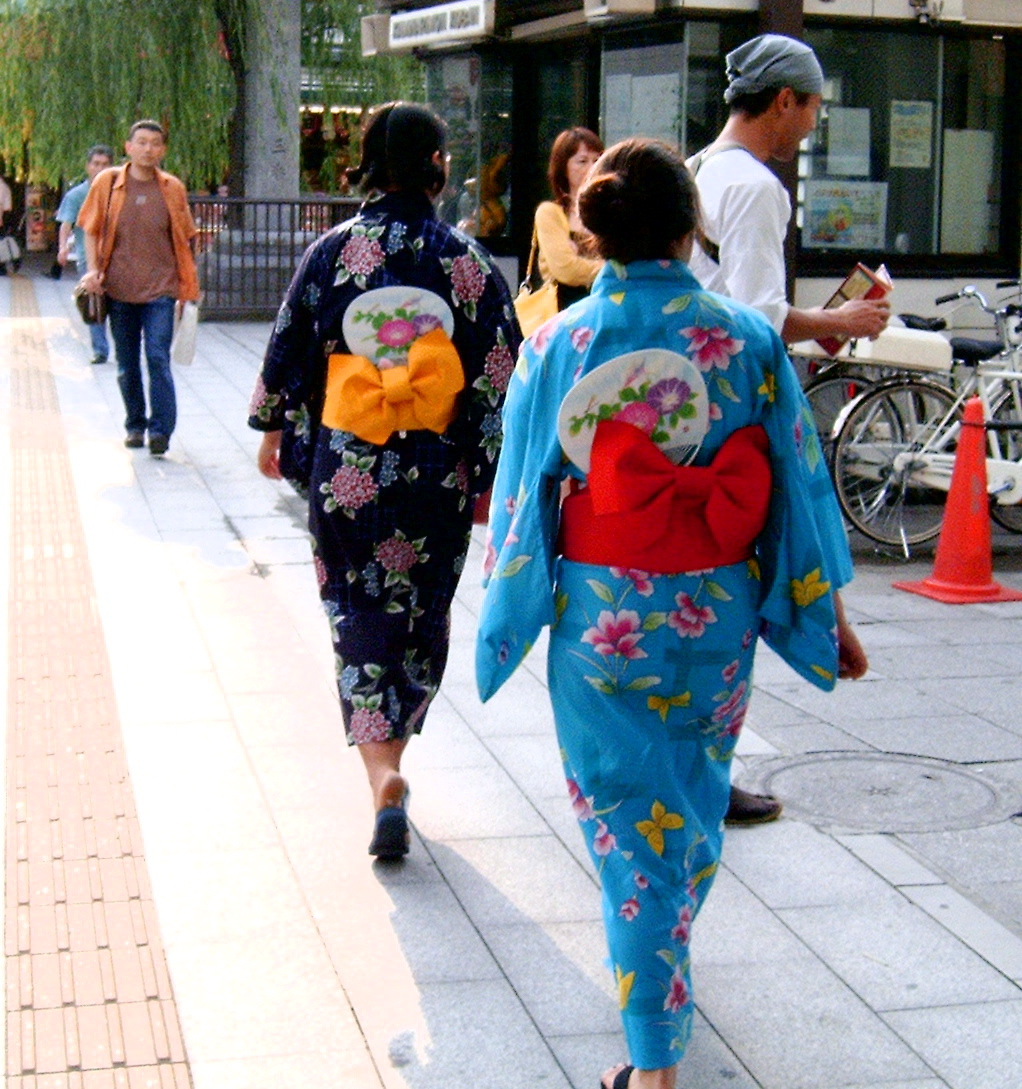
Deux femmes japonaises portant le yukata en juillet 2005 à Tokyo.

Le yukata (浴衣) est un vêtement d'été traditionnel japonais. Il est principalement porté pendant les feux d'artifice, l'Obon et d'autres événements d'été. Le yukata est un genre très officiel de kimono. Il existe un autre type de yukata, qui est utilisé comme robe et est porté après le bain dans les auberges ryokan. En fait, le mot yukata signifie littéralement « vêtement de bain ».
Le vêtement apparaît à la période Heian (794-1185), lorsque les nobles portent le yukata après le bain. Au cours de l'époque d'Edo (1600-1868), cependant, le yukata est également porté par les guerriers.

### Obi

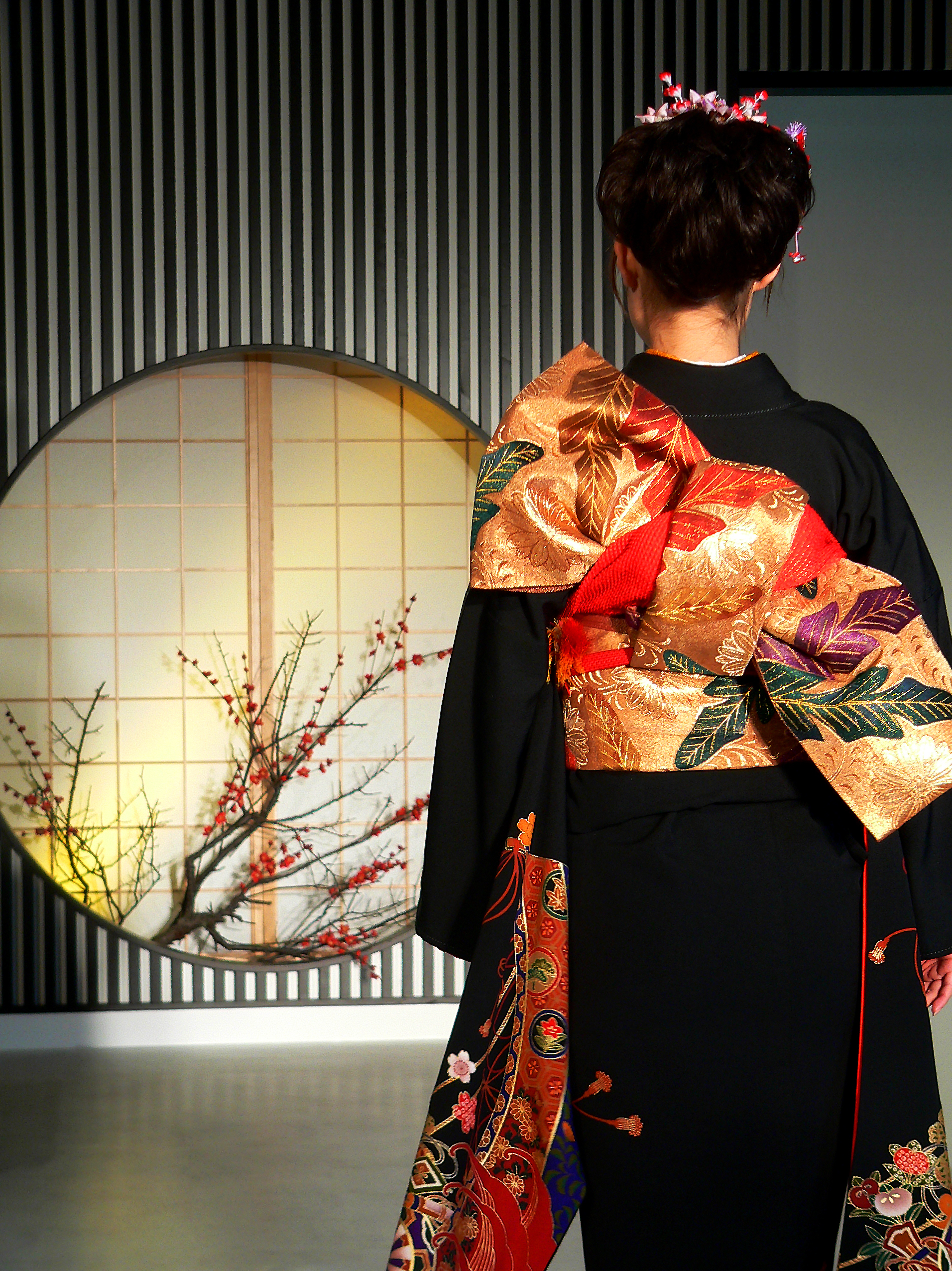
Une fille portant un kimono et un obi.

L'obi (帯) est une ceinture ou bande d'attache traditionnelle japonaise utilisée surtout avec le kimono et le keikogi par les hommes et les femmes.
Il apparaît durant la période Kamakura (1185-1333) de par l'abandon par les femmes du hakama et donc par l'allongement du kosode, qui reste ouvert à l'avant et a besoin d'une ceinture pour être maintenu. L'obi évolue ensuite au cours de l'époque d'Edo, suivant le nouveau style de kimono féminin standardisé au XXe siècle, avec des proportions toujours plus amples des vêtements, pour maintenir la liberté de mouvement des femmes japonaises.
Dans les arts martiaux japonais (budō) existe l'obi du keikogi (uniforme des élèves) et qui sert principalement à maintenir fermé l'uwagi (en) (veste) et à soutenir le hakama. Dans l'iaidō et le kenjutsu, il sert également à tenir le fourreau de l'épée. De plus, dans la plupart des sports budō, il indique le niveau du lutteur.

## Chaussures traditionnelles

### Tabi

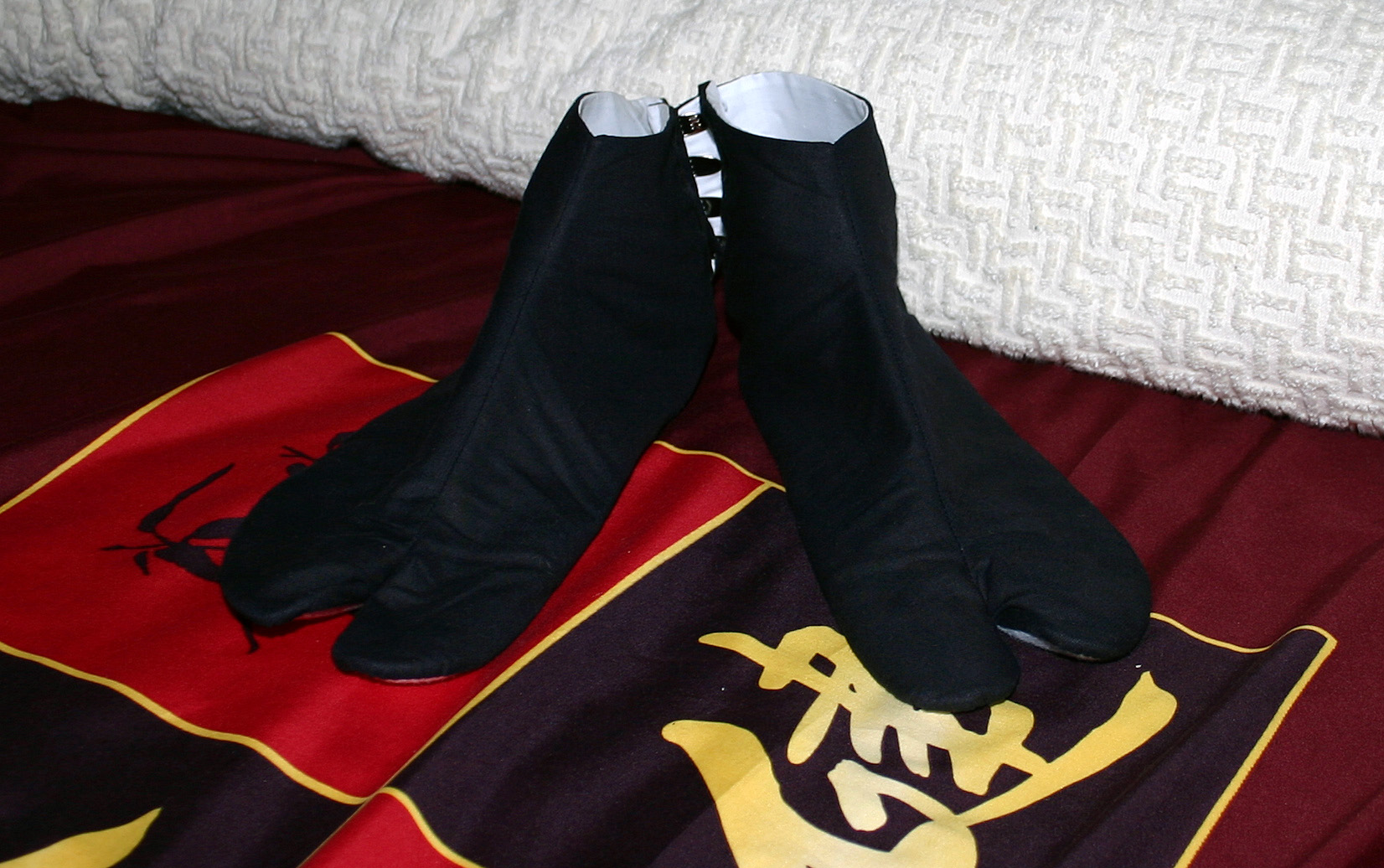
Une paire de tabi noirs.

Les tabi (足袋) sont des chaussettes en coton traditionnelles japonaises qui montent jusqu'à la cheville et séparent le gros orteil des autres orteils. Elles apparaissent au remontent XVIe siècle et connaissent un sommet de popularité au cours de l'époque d'Edo (1603-1868).
Contrairement à des chaussettes normales qui adhèrent parfaitement au pied parce qu'elles sont faites d'un matériau élastique, les tabi sont traditionnellement faites en deux morceaux de tissu non élastique et ont une ouverture à l'arrière pour permettre de faire glisser le pied et bien sûr de boutons pour fermer l'ouverture. Il semble que le nom dérive du terme tanbi, qui signifie « au niveau de la peau ». Autrefois, elles étaient faites de cuir et portées par les classes supérieures et les samouraïs.
Les tabi sont portées régulièrement, surtout pendant l'été, par les hommes et les femmes avec les sandales zōri, geta ou des chaussures similaires. Elles sont généralement blanches et sont utilisées lors de situations officielles telles que la cérémonie du thé et sont également essentielles avec le kimono ou autres vêtements traditionnels similaires. Parfois, les hommes portent des tabi bleues lors d'un voyage, tout comme des tabi avec des couleurs ou des motifs plus vifs sont principalement portés par les femmes.
Il existe aussi des tabi renforcées appelées jika-tabi (地下足袋, « tabi en contact avec le sol »), souvent revêtu de semelles en caoutchouc, qui sont portées sans autres sandales ou chaussures. Traditionnellement, ce type de tabi est utilisé par exemple par les travailleurs de la construction, les menuisiers, les agriculteurs et les jardiniers parce qu'elles offrent un meilleur soutien que les zōri.

### Zōri

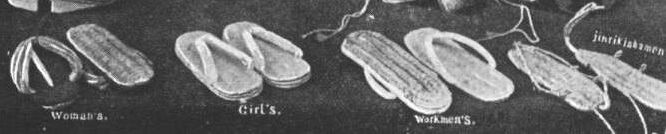
Zōri en chaume du XIXe siècle.

Les zōri (草履) sont des sandales traditionnelles japonaises. Il n'y a pas de talons, comme pour les tongs occidentales, et elles sont faites de paille de riz ou d'autres fibres naturelles, de tissu, de bois laqué, de cuir, de caoutchouc ou d'autres matières synthétiques.
Elles sont portées avec des vêtements traditionnels japonais comme le kimono, alors qu'avec le yukata, les geta, ou un autre type de sandale japonaise traditionnelle, sont préférées. Les zōri sont portées avec les tabi, les chaussettes spéciales (le cas échéant, pour des occasions plus officielles). Les zōri avec la semelle recouverte de roseaux semblable aux tapis tatami ne sont généralement pas portées avec le kimono, mais sont considérées comme des chaussures de travail ou sont combinés avec un vêtement de tous les jours occidental ou d'autres vêtements traditionnels japonais comme le jinbei.

### Geta

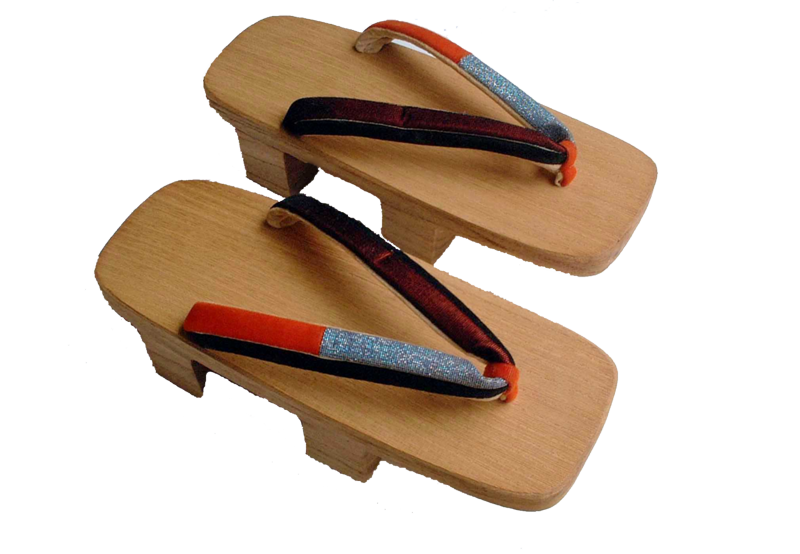
Une paire de geta.

Les geta (下駄) sont des sandales traditionnelles japonaises à mi-chemin entre le sabot et la tong. Elles sont composées d'un seul morceau de bois soutenu par deux dents, tenues sur le pied avec une cordelette qui divise le gros orteil des autres doigts de pied. Elles sont portées avec des vêtements traditionnels japonais, tels que le yukata et moins fréquemment avec le kimono, mais pendant l'été, elles peuvent aussi être portées avec des vêtements occidentaux.
Les geta à la semelle très élevée, en raison de la neige ou de la pluie, sont préférées à d'autres sandales traditionnelles comme le zōri, parce qu'elles sont plus adaptées à l'idéal de propreté et d'hygiène personnelle de la culture traditionnelle japonaise. En général, les geta sont portées avec les chaussettes tabi, déjà vues plus haut.

### Waraji

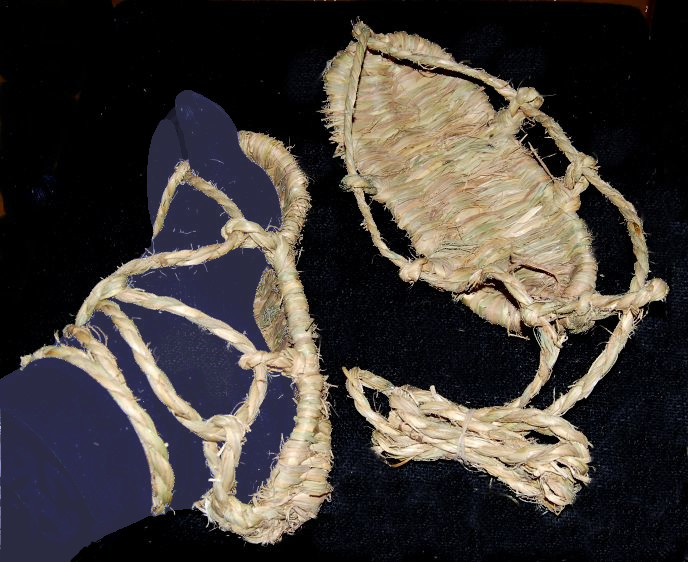
Une paire de waraji.

Les waraji (草鞋) sont des sandales traditionnelles japonaises faites de corde de paille qui étaient autrefois les chaussures les plus utilisées par le peuple au Japon. Au cours de la période Gekokujō, qui est marquée par les guerres de paysans, elles deviennent populaires chez les samouraïs, dans la mesure où elles sont portées lors des batailles à pied. De nos jours, les waraji sont portées presque exclusivement par les moines bouddhistes. Elles sont également portées avec les chaussettes appelées tabi.
Traditionnellement, elles sont portées de façon à amener le pied au-delà du bord avant de la chaussure, de manière à faire saillie des doigts de trois à quatre centimètres.
Les waraji sont fabriquées avec de nombreux matériaux différents, comme du chanvre, du myōga (une variété de gingembre), des fibres de palme, du coton, de la paille de riz et d'autres. Il est important que les matériaux choisis soient peu susceptibles de se détériorer au fil du temps.
Il y a plusieurs façons de lier les cordes qui attachent le pied à la semelle, comme les techniques nakachi-nuki, yotsu-chigake et takano-gake. Un moine bouddhiste et un agriculteur attacheront par exemple leurs chaussures de façon différente.